# Chile seco

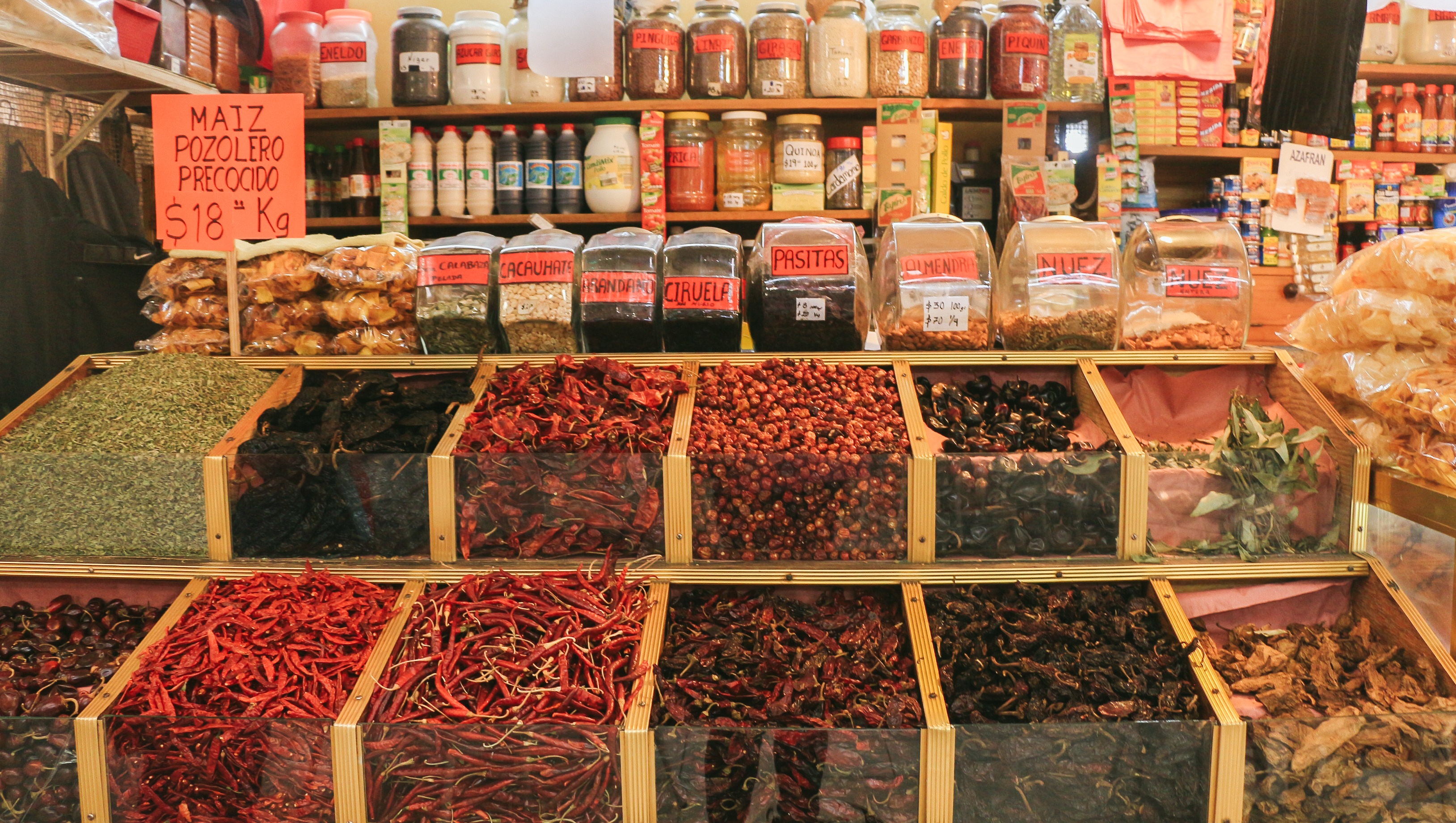
Chiles secos a la venta en el mercado Medellín de la Ciudad de México.

Los chiles o ajíes secos son variedades maduras del chile (Capsicum spp.) que han sido deshidratadas. Gracias a esto, no solamente se alarga su vida útil por meses, sino que además, el desecado les aporta un sabor característico. Algunos, además de secados, están ahumados. Son ampliamente usados en la gastronomía mexicana, principalmente para salsas, adobos, encurtidos, moles... también se consumen con menor frecuencia en Asia y África.
En México, cada chile seco tiene su equivalente fresco, aunque con un nombre diferente, por ejemplo: el chile poblano (fresco), se convierte en ancho (seco); el jalapeño en chipotle y morita; el Anaheim en chile colorado; el mirasol en guajillo; el chilaca en pasilla; ... etc. Una excepción a esto son el chile de árbol y el habanero, que tanto su versión seca como fresca se llaman igual. Los chiles secos tienen un uso culinario diferente que los chiles frescos.

## Características

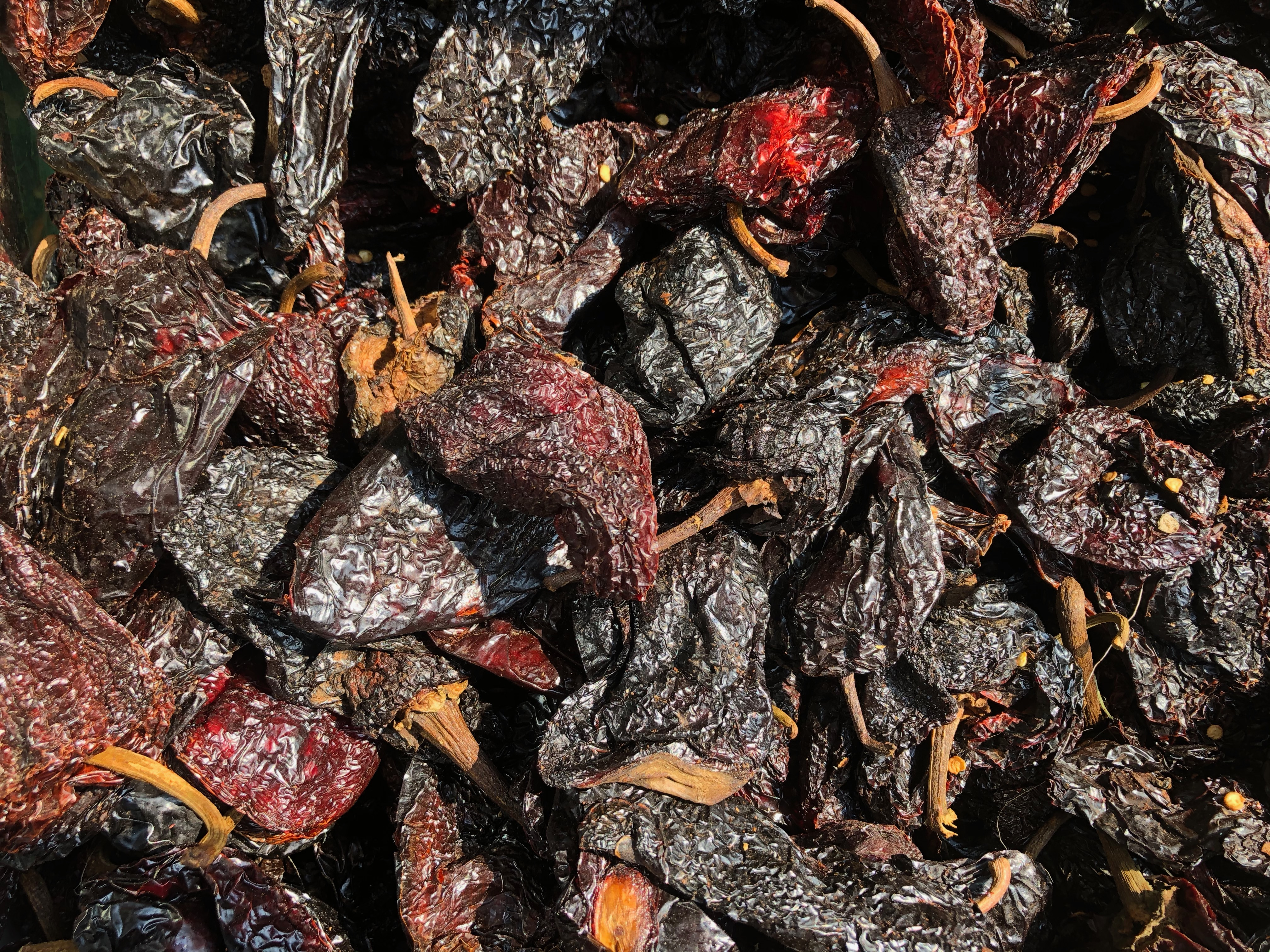
Chile morita, un chile seco.

### Sabor
En el proceso de secar los chiles se les está reduciendo la cantidad de humedad (agua). Esto hace que se concentren los sabores, y desarrollen matices más complejos, que varían entre cítrico, achocolatado, terroso u hongoso. También el aroma es más intenso. Algunos suelen aportar sabores más dulces, como el morita.
Sin embargo, el nivel de pungencia, medible mediante la escala Scoville, es el mismo que cuando está fresco. Una medida relativa para saber si es muy picante o no es comparar su tamaño; por lo general, cuanto más pequeño es un chile, más picante.

### Apariencia
Al secarse, los chiles se arrugan. Algunos, como el pasilla, ancho o morita, poseen una piel gruesa que se arruga como una pasa. En cambio otros, como chile de árbol o el cascabel, adoptan una piel más tersa, al ser más fina. En el interior, las semillas y venas también se han secado; éstas se retiran cuando se van a cocinar, ya que son muy picantes y amargas.
El color es oscuro y brillante, y varía de rojo a café. Esta distinción del color nos denota el sabor que confiere; los chiles con colores rojizos aportan una buena acidez y un matiz a fruta tropical, y combinan bien con carnes blancas (carne de cerdo, ave o pescado). En cambio, los chiles de color café oscuro tienen un sabor más dulce que recuerda a las ciruelas pasas, y se usa para carnes rojas como res o pato.

## Producción
En 2015, la producción total de chiles en el mundo fue de 28 405 270 t, siendo un 92% frescos y un 8% secos. México es el segundo productor del mundo (6.5% de la producción mundial), tras China, que es el principal productor (54%).
En cuanto a chiles secos, la producción mundial ese mismo año ascendió a 2 548 millones de toneladas, siendo los principales productores India (32%), China (11%) y Bangladés (7%).
En México, el 40% de la producción de chile se destina al desecado; el chile seco se produce en todas las regiones, aunque los principales estados productores son Chihuahua, Guanajuato, Sinaloa, Sonora y Zacatecas.

## De la huerta a la mesa

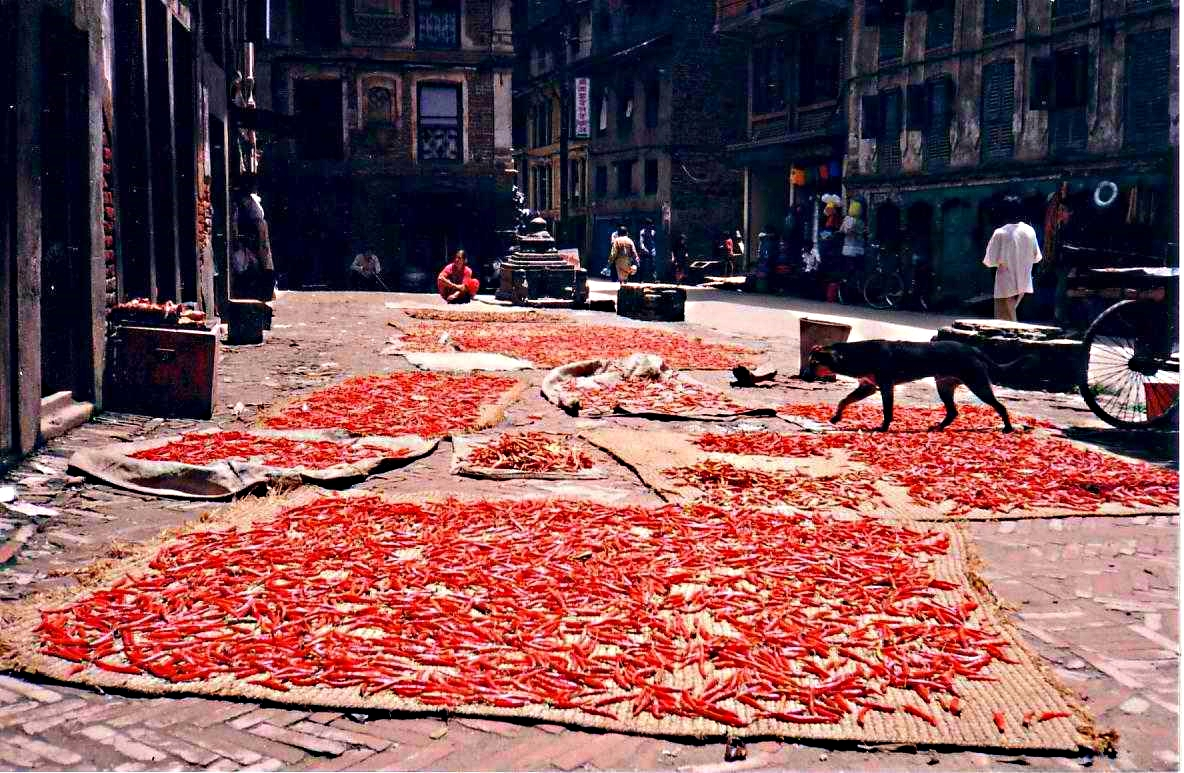
Chiles secándose en una calle de Katmandú, Nepal.

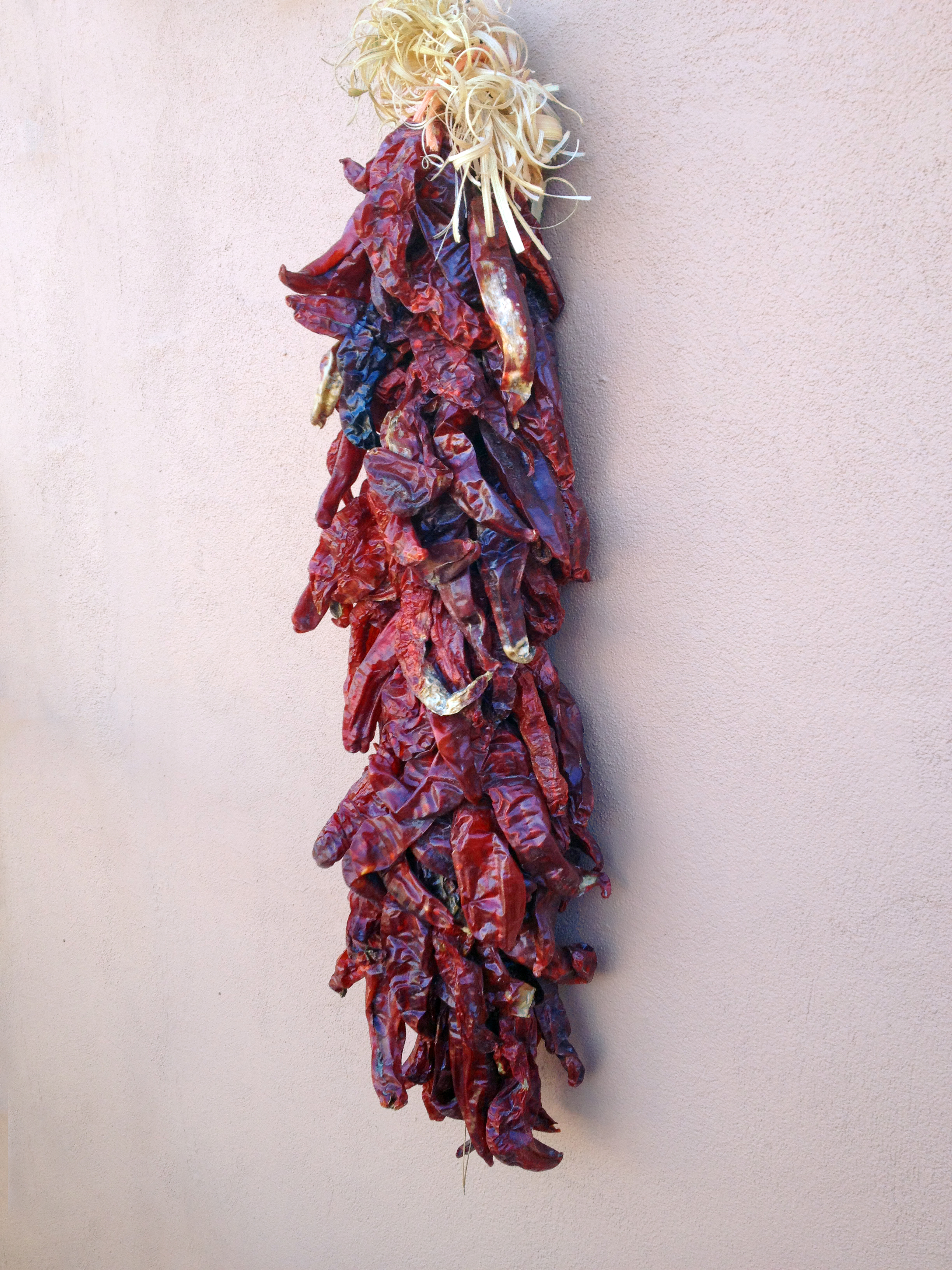
Chiles colgados en ristra para secarse

### Secado del chile
Por lo general, los chiles que van a consumirse secos se dejan madurar en la planta hasta que se tornen de verde a rojo (o café oscuro). Los chiles se secan al sol o de manera industrial en plantas deshidratadoras. La producción industrial se hace a temperaturas de 70 °C por 30 h.
También se puede preparar el secado de forma casera, con ayuda de un deshidratador solar o deshidratador eléctrico, un horno. Una forma tradicional es ahumando los chiles con, por ejemplo, un fuego de leña, lo que aporta un sabor ahumado característico. Otra forma tradicional es en ristra, es decir, hilando todos los chiles en cuerdas y luego colgarlo al sol por semanas como si se tendiese la ropa.

### Compraventa
Los chiles secos se suelen vender en mercados y supermercados de todo México. Incluso existen tienditas que específicamente se dedican a la venta de chiles secos. A la hora de comprarse, se deben comprobar que no estén rotos, que no tengan bichos ni moho, y que aun tengan su tallo. Es normal si tienen un poco de tierra o polvo, aunque no deben estar excesivamente sucios. 
Su color indica que aun es apto para ser consumido, debe ser obscuro, rojizo y brillante. También se deben poder doblar ligeramente; si al hacer esto se rompen, es que ya son demasiado viejos.

### Almacenamiento
Por su naturaleza, los chiles secos tienden a absorber la humedad del entorno, por lo que idealmente se van a conservar en bolsas de plástico, tarros de vidrio u otro embalaje hermético. Las bolsas se pueden meter en el congelador y permanecer hasta 6 meses sin cambiar su color, sabor o textura. Allá donde se guarden debe ser un lugar frío y seco.

### Uso culinario
Los chiles secos se usan principalmente en salsas (adobos, guisos, moles...). Su sequedad les aportan unas características únicas. Para cocinarlo, es frecuente que se sumerjan en agua hirviendo por 10-20 minutos, para suavizar la piel dura, y luego licuarlos con el resto de ingredientes de la salsa (jitomate, ajo, cebolla...etc.).  Se le retiran el pedúnculo, las semillas y las venas, y se limpia de polvo o tierra.
Si se desea un sabor ahumado, también es común tatemarlos (tostarlos) en un comal, o bien sofreírlos ligeramente en aceite caliente. En ambos casos se cocinará el chile por apenas unos minutos, poniendo atención en que el chile cambie de color, pero que no se torne negro, ya que si se quema, va a amargar el platillo. Después de esto se rehidratan en agua y una vez su carne esté suave estará listo para ser licuado. Si no se desea el sabor ahumado, directamente se hierven en agua como antes mencionado.

## Listado de chiles secos

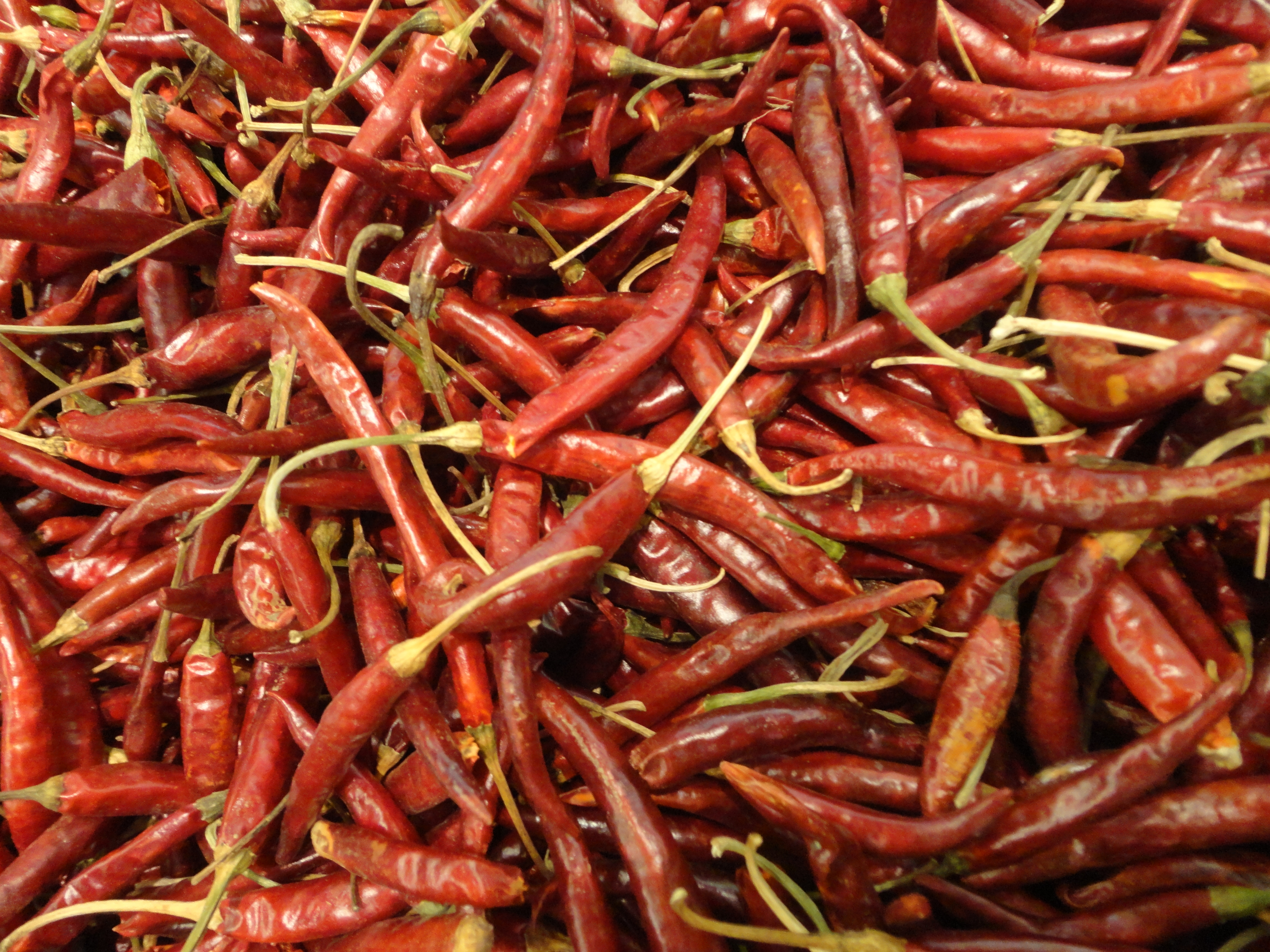
Chile de árbol.

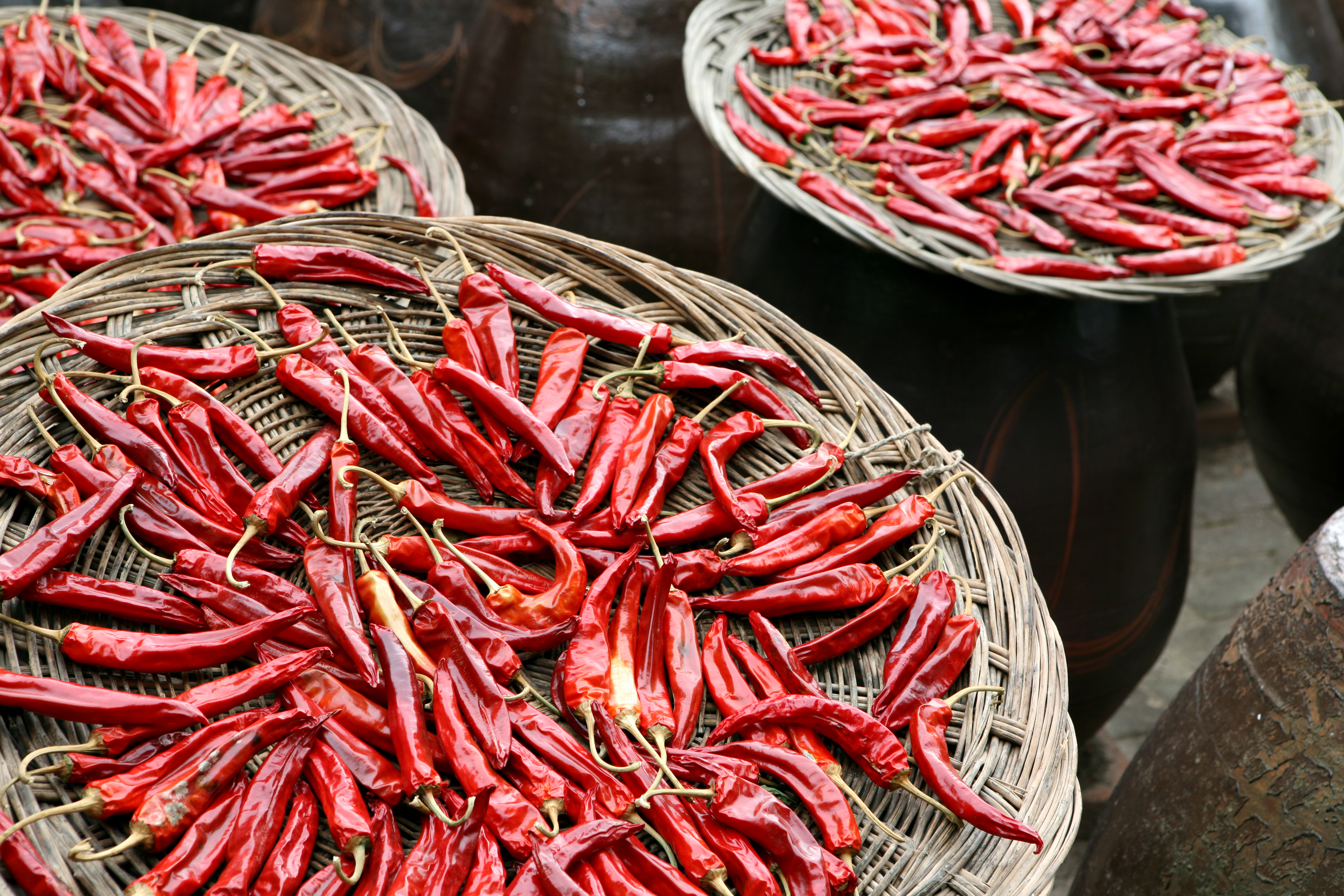
Chiles secándose en Corea del Sur.

Algunos chiles secos son:
- Chile ancho
- Chile apaxtleco
- Chile cascabel
- Chile colorado
- Chile comapeño
- Chile costeño amarillo
- Chile costeño rojo
- Chile chawa
- Chile chilhuacle
- Chile chipotle
- Chile de árbol
- Chile de onza
- Chile de Yahualica
- Chile guajillo
- Chile morita
- Chile mulato
- Chile pasilla
- Chile piquín
- Chile puya

Fuera de la gastronomía mexicana:
- Chile de Alepo (Siria y Turquía)
- Chile piri-piri (África)
- Chile tien tsen (China)
- Chile mira cielo chino (China)
- Chile chao tian jiao (China)